# Centro Nacional para la Maquinaria

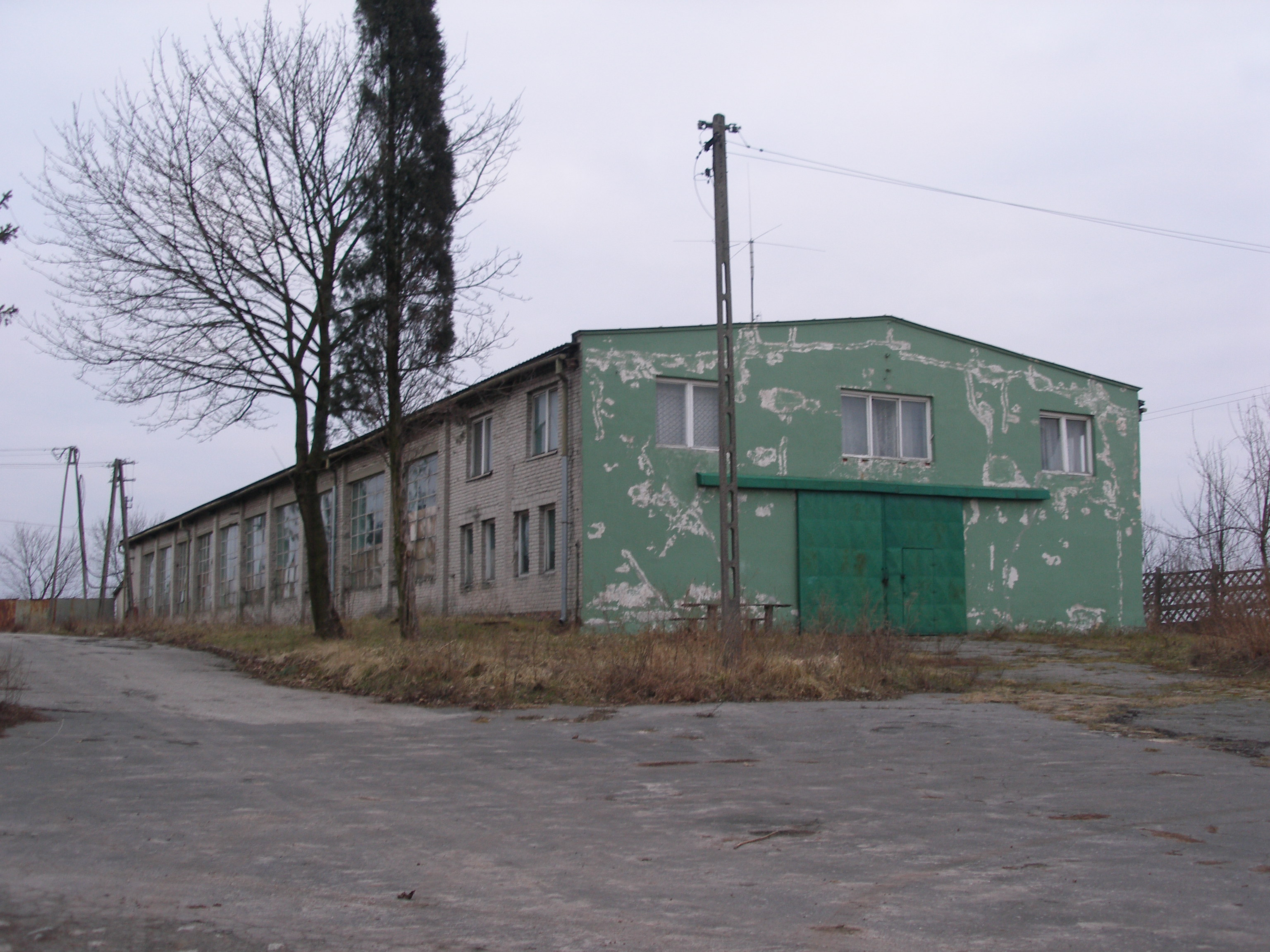
Centro Estatal de Maquinaria de Skierbieszów

El Centro Nacional para la Maquinaria (en polaco: Państwowy Ośrodek Maszynowy, POM) fue una empresa estatal que reemplazó a las Estaciones de Tractores y Maquinaria en la República Popular de Polonia, creada en 1958-1959, que tenía representación en casi todos los pueblos polacos.
POM era el propietario de la maquinaria y su función era la de facilitar la mecanización de la producción agrícola, la reparación de la maquinaria, el asesoramiento técnico y la formación de personal. En 1970 existían en Polonia 352 secciones de POM, que fueron en su mayoría disueltas o privatizadas en 1989.